# Ficus broadwayi
Ficus broadwayi là một loài thực vật thuộc họ Moraceae. Loài này có ở Brasil, Colombia, Suriname, và Venezuela.